# Bradina metaleucalis
Bradina metaleucalis là một loài bướm đêm trong họ Crambidae.